# 티엔흥
티엔흥(베트남어: Thiên Hưng / 天興 천흥 / 1459년 10월 ~ 1460년 6월)은 후 레 왕조(後黎朝) 폐제(廢帝) 여덕후(厲德侯) 레응이전(黎宜民)의 연호이다. 《명사》(明史) 안남전(安南傳)에는 티엔즈(베트남어: Thiên Dữ / 天與 천여)로 기록되어 있다.

## 개원
- 지엔닌(延寧) 6년 10월 7일[1](율리우스력 1459년 11월 1일)에 연호를 티엔흥(天興)으로 개원함.[2][3]

- 티엔흥(天興) 2년 6월 8일[4](율리우스력 1460년 6월 26일)에 연호를 꽝투언(光順)으로 개원함.[5][3]

## 연대 대조표
| 티엔흥 | 서기(西紀) | 간지(干支) | 명나라 연호    |
| 원년   | 1459년     | 기묘(己卯) | 천순(天順) 3년 |
| 2년    | 1460년     | 경진(庚辰) | 천순 4년       |

## 동시대 연호

### 중국
명(明)
- 천순(天順) (1457년 ~ 1464년)

### 일본
- 조로쿠(長祿) (1457년 ~ 1460년)

## 같이 보기
- 다른 왕조의 같은 연호
  - 북위(北魏) 천흥(天興, 398년 ~ 404년)
  - 금(金) 천흥(天興, 1232년 ~ 1234년)

- 베트남의 연호